# Liu Haixia
Liu Haixia (23 de outubro de 1980, em Siping) é uma halterofilista chinesa.
Liu Haixia ganhou medalha de ouro nos Jogos Asiáticos de 2006, com 265 kg no total (115 no arranque e 150 no arremesso), na categoria até 69 kg.
No Campeonato Mundial de 2010 ela definiu um recorde mundial no total combinado: 257 kg, na categoria até 63 kg.
Quadro de resultados
| Ano  | Posição | Competição                                | Classe de peso | Marca             |
| 2002 | 1.      | Campeonato Mundial Universitário em Izmir | –69 kg         | 242,5 (102,5+140) |
| 2005 | 2.      | Campeonato Mundial em Doha                | –69 kg         | 274 kg (120+154)  |
| 2006 | 1.      | Jogos Asiáticos em Doha                   | –69 kg         | 265 kg (115+150)  |
| 2007 | 1.      | Campeonato Asiático em Tai'an             | –69 kg         | 262 kg (112+150)  |
| 2007 | 1.      | Campeonato Mundial em Chiang Mai          | –63 kg         | 257 kg (112+145)  |
| 2008 | 1.      | Campeonato Asiático em Kanazawa           | –63 kg         | 240 kg (104+136)  |
| 2009 | 2.      | Jogos da Ásia Oriental em Hong Kong       | –69 kg         | 240 kg (105+135)  |